# 王家井站
王家井站是位于河北省深州市王家井镇的一个铁路车站，邮政编码052873。车站建于1940年，有石德铁路经过该站，现仅办理货运，不办理客运业务，车站及其上下行区间均已电气化。车站距离石家庄站92公里，隶属北京铁路局，是四等站。